# Forza Ninove
Forza Ninove is een lokale Vlaams-nationalistische politieke partij in de Belgische gemeente Ninove. De partij werd opgericht door Vlaams Belang-politicus Guy D'haeseleer.

## Geschiedenis

### Gemeenteraadsverkiezingen 2012
Bij de gemeenteraadsverkiezingen van 2012 werd Forza Ninove de grootste partij in Ninove met 26,5% van de stemmen en 9 zetels. Op 17 december 2012 verklaarde de Kiescommissie de gemeenteraadsverkiezingen van de stad ongeldig. Aanleiding was een Facebookbericht van Guy D'haeseleer waarin hij zijn kiezers opriep om hem een foto te zenden van elke uitgebrachte stem op zijn naam. Elke foto zou dan vergoed worden door een bierconsumptie. Op 14 februari 2013 oordeelde de Raad van State echter dat herverkiezingen niet nodig waren.

### Gemeenteraadsverkiezingen 2018
Bij de gemeenteraadsverkiezingen van 2018 werd Forza Ninove opnieuw de grootste partij met 40% van de stemmen en 15 op 33 zetels. De andere partijen, SAMEN, Open Vld en N-VA, weigerden met Guy D'haeseleer samen te werken. Deze partijen besloten een coalitie te vormen. De N-VA raakte intern verdeeld en Joost Arents van de N-VA besloot mee te stappen in een monsterverbond van 17 zetels meerderheid tegen een minderheid van 16 zetels waaronder de 15 zetels van Forza Ninove en de overblijvende zetel van de verdeelde N-VA.

### Gemeenteraadsverkiezingen 2024
Bij de gemeenteraadsverkiezingen van 2024 behaalde Forza Ninove onder leiding van Guy D'haeseleer 47,7% van de stemmen en daarmee een absolute meerderheid van 18 op 35 zetels in de gemeenteraad. D'haeseleer wordt burgemeester van Ninove. Het parket Oost-Vlaanderen begon een opsporingsonderzoek naar mogelijk ronselen van volmachten in Ninove. Uiteindelijk diende geen enkele partij een klacht in en werd de verkiezingsuitslag definitief. Op 5 december werd het nieuwe schepencollege van Ninove geïnstalleerd met enkel leden van Forza Ninove. D'haeseleer nam de eed af als burgemeester.  Op 20 mei 2025 werden in het onderzoek naar volmachtenronseling acht Forza-leden gearresteerd, onder wie schepenen Dany Goessens en Malika Sclacmender, stiefdochter van D'haeseleer. Zes gearresteerden werden na verhoor diezelfde dag vrijgelaten, de twee schepenen een dag later.